# 连云港市郊铁路

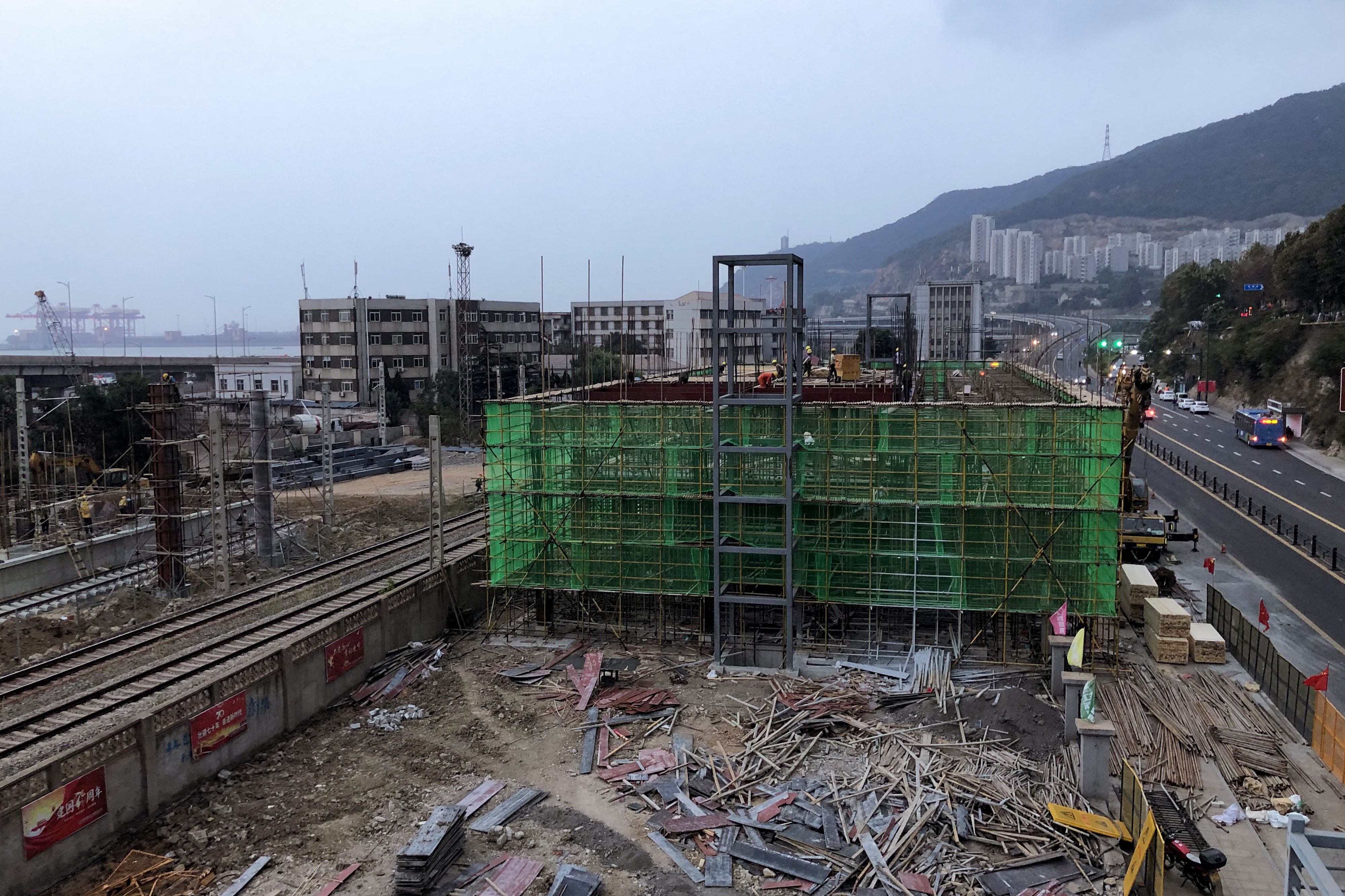
连云港市域铁路连云站

连云港市郊铁路，是一条已停止运营的中国江苏省连云港市的国铁通勤铁路，利用既有陇海线连云港站至连云站一段，参照地铁模式管理，列车办理站采用独立自动售检票系统。沿线设置连云港、盐坨、连云港东、墟沟、连云五个车站，全长35.1千米，购票方式采用现金购票、自助售票机购票、刷市民卡、扫码支付四种方式。票价为一票制3元/人次实施，市域列车开通初期实行免费乘车，于2019年12月30日开通。原计划该列车将进一步延伸至东海县。

## 建设历程
- 2018年10月7日 中国铁路上海局集团有限公司批复了《既有铁路陇海线连云港至连云段开行市郊列车预可行性研究》[5]
- 2018年10月6日 连云港市郊铁路预可研正式获中铁上海局集团公司审查批复[6]
- 2019年2月2日 连云港市郊铁路正式开工，计划全日运营16小时[7]
- 2019年6月18日 市交控集团将采用融资租赁的方式，从中车集团购买三辆四编组CRH6F-A型动车組。目前，該批已由中车集团青岛四方车辆厂完成建造[8]
- 2019年12月1日 连云港市域列车开始不载客试运营[9]

- 2019年12月18日 连云港市域列车时刻表正式公布[10]
- 2019年12月26日 连云港市域列车开放7个点免费领取单程票，并办理市域列车月票卡[11]

## 正式运营
- 2019年12月30日 连云港市郊铁路正式开通[4]
- 2020年1月11日 乘坐连云港城市动车取消试乘体验票，旅客进站即可免费乘车[12]
- 2021年1月1日 正式收费运营，市民卡刷卡乘车可以享受票价折扣[13]
- 2022年3月5日 因疫情影响全线停运[14]
- 2024年6月15日 所有车次从第三季度列车运行图中删去

## 车站
| 车站名称   | 里程 | 接驳交通                 | 地点 | 车站形式 |
| ---------- | ---- | ------------------------ | ---- | -------- |
| 连云港站   | 0    | 公交、快速公交、机场巴士 |      |          |
| 盐坨站     | 9    |                          |      |          |
| 连云港东站 | 21   | 公交、快速公交           |      |          |
| 墟沟站     | 26   |                          |      |          |
| 连云站     | 33   |                          |      |          |